# Håriga trögdjur
Håriga trögdjur (Pilosa) är en däggdjursordning som inkluderar underordningarna sengångare (Folivora) och myrslokar (Vermilingua). Tillsammans med bältdjur bildar de överordningen trögdjur (Xenarthra).

## Kännetecken
Sengångare och myrslokar är starkt anpassade till sina levnadssätt och har därför mycket olika utseenden. Myrslokar kännetecknas av en långdragen nos samt av avsaknaden av tänder. De vistas på marken eller på träd och äter insekter. Sengångare har däremot en kort nos och upp till 20 likartade tänder. Deras föda utgörs av växtdelar och de lever på träd. Gruppen jättesengångare som levde på marken är utdöd.
Medlemmarna skiljer sig från den andra gruppen i överordningen trögdjur, bältorna, genom avsaknaden av ett skyddande pansar.

## Utbredning
Ordningens medlemmar förekommer endast i Amerika och de flesta arter lever i Sydamerika. Utbredningsområdet sträcker sig från Mexiko till Argentina och ligger främst i tropiska trakter.

## Systematik
I motsats till överordningen trögdjur som av de flesta zoologer godkänns som en monofyletisk grupp är de håriga trögdjurens ställning i systematiken omstridd.
Vid slutet av 1700-talet sammanfattades flera liknande däggdjur av Félix Vicq d'Azyr och Frédéric Cuvier under namnet tandlösa däggdjur (Edentata). Det svenska namnet används idag ibland som synonym till håriga trögdjur. Vid sidan av de håriga trögdjuren räknades flera andra däggdjur till gruppen Edentata, till exempel myrpiggsvin, myrkottar och jordsvin. Idag listas dessa djur i andra däggdjursgrupper som bara på långt håll är släkt med de håriga trögdjuren.
- Sengångare (Folivora)
  - Tretåiga sengångare (Bradypodidae)
  - Tvåtåiga sengångare (Megalonychidae eller Choloepidae)
  - †Megatheriidae (det svenska namnet jättesengångare används även för andra stora utdöda sengångare)
  - †Mylodontidae
    - †Mylodon

  - †Entelopidae
  - †Orophodontidae
  - †Scelidotheriidae
- Myrslokar (Vermilingua)
  - Myrslokar (Myrmecophagidae)